# Paradecta darlingtoni
Paradecta darlingtoni är en spindelart som beskrevs av Bryant 1950. Paradecta darlingtoni ingår i släktet Paradecta och familjen hoppspindlar. Inga underarter finns listade i Catalogue of Life.